# يوسف بن أبو دقن
يوسف بن أبو دقن المعروف في الغرب باسم جوزيفوس أبو دقنوس (باللاتينية: Josephus Abudacnus)
أو جوزيفوس بارباتوس (باللاتينية: Josephus Barbatus)، كان قبطيا سافر في أنحاء أوروبا لتعليم اللغة العربية في القرن السابع عشر. ولد في القاهرة حوالي عام 1570 وتعلم اليونانية والتركية في مصر. في عام 1595 أُرسلَ لروما برسالة من البابا جبرائيل الثامن إلى البابا كليمنت الثامن وهناك تحول للكاثوليكية، وتعلم الإيطالية واليونانية القديمة واللاتينية. كما سافر إلى باريس وإنجلترا. ومع هذا فإن تمكنه من اللغة العربية كانت محدودا كما اعترف بذلك لاسكاليجيه وهو ما أكده اربنيوس الذي درس على يديه. كتب اربنيوس الذي تعلم بعض اللغة العربية من ويليام بيدويل لمعلمه أن بارباتوس علمه «العديد من الكلمات العربية» ولكن من «اللغة الفاسدة» (يقصد العامية) التي كان يتحدث بها المصريون وغيرهم في ذلك الوقت، هذه الأيام المتعلمون فقط هم من فهموا اللغة العربية كما تكلمها القدماء. ألف يوسف بعض الكتب، أشهرها بعنوان "Historia Jacobitarum، seu Coptorum، in Aegypto، Libya، Nubia، Aethiopia" (تاريخ اليعاقبة أو الأقباط في مصر وليبيا والنوبة وإثيوبيا) وهو ليست تاريخا فقط بل يسرد فيه الطقوس القبطية في عصره.

## روابط خارجية
- كتاب تاريخ اليعاقبة أو الأقباط في مصر وليبيا والنوبة وإثيوبيا.